# Missile balistique à portée intermédiaire
Pour un article plus général, voir Missile balistique.

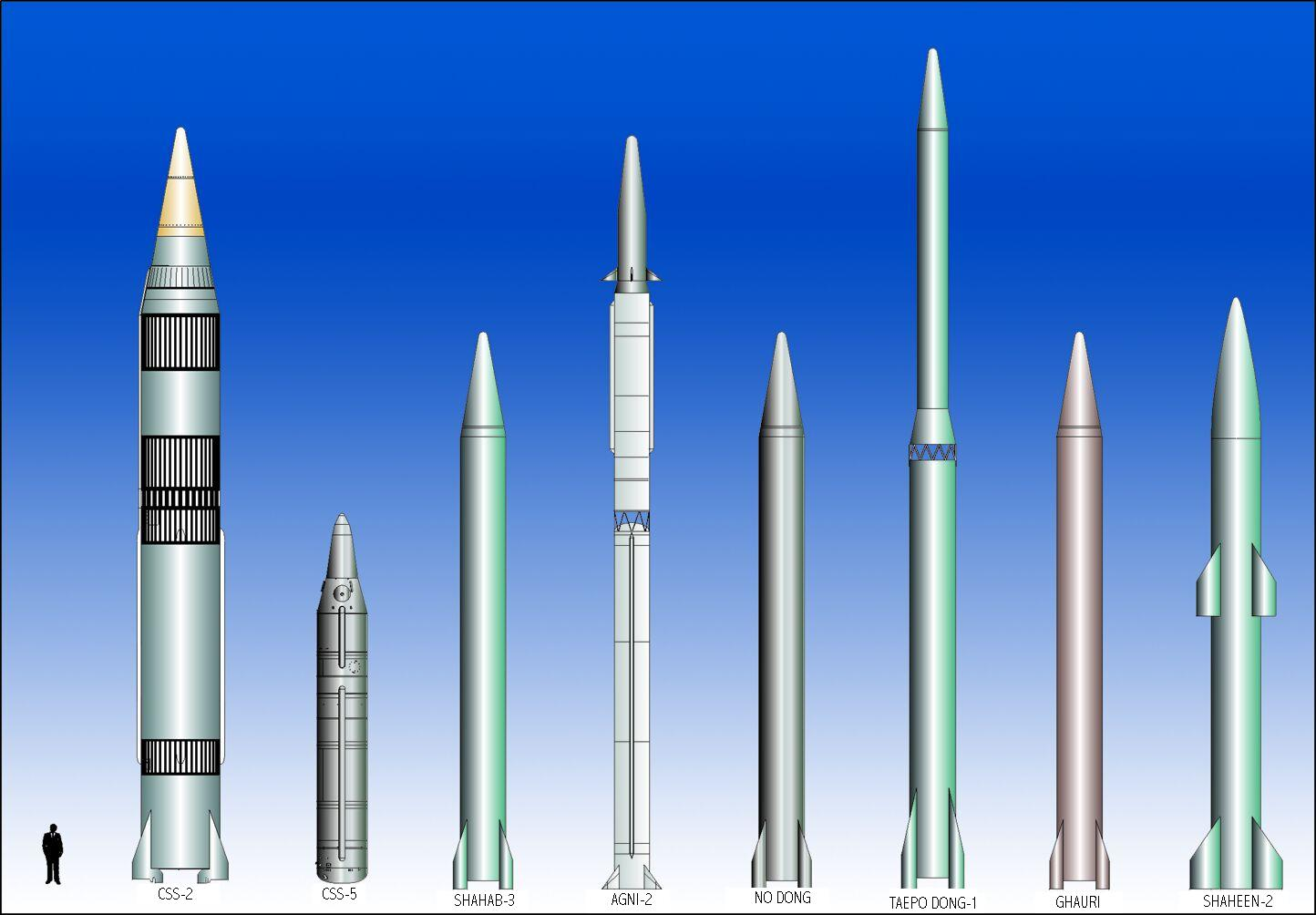
Missiles balistiques à portée intermédiaire et à moyenne portée.

Un missile balistique à portée intermédiaire, en anglais : intermediate-range ballistic missile (IRBM), est un missile balistique ayant une portée maximale comprise entre 3 000 et 5 500 km. 
Il se situe entre les missiles balistiques à moyenne portée et les missiles balistiques intercontinentaux. La classification des missiles balistiques par leur portée se fait la plupart du temps pour des raisons pratiques ; en principe, il y a très peu de différence entre un missile balistique intercontinental à faible performance et un missile balistique à portée intermédiaire à haute performance. La définition de la portée utilisée ici est celle de la Missile Defense Agency, l'Agence de défense antimissile des États-Unis. 
D'autres sources comprennent une catégorie supplémentaire, le missile balistique à longue portée, en anglais : long-range ballistic missile (LRBM), pour décrire les missiles d'une portée comprise entre les missiles à portée intermédiaire et les vrais missiles intercontinentaux. Le terme plus moderne de missile balistique de théâtre englobe les missiles à portée intermédiaires, à portée moyenne et à courte portée (en fait, tous les missiles d'une portée inférieure 3 500 km).
Des missiles balistiques à portée intermédiaire sont actuellement déployés par la République populaire de Chine, l’Inde,, Israël, et peut-être la Corée du Nord; en 2023, la Corée du Sud annonce vouloir s'en équiper. Les États-Unis, URSS, le Royaume-Uni, et la France sont d'anciens opérateurs.

## Missiles balistiques à portée intermédiaire
| Date *D | Modèle                 | Portée (km) | Portée maximum (km) | Pays producteur  |  |
| ------- | ---------------------- | ----------- | ------------------- | ---------------- |  |
| 1959    | R-14 Chusovaya         | 4 500       |                     | Union soviétique |  |
| 1959    | PGM-17 Thor            | 1 850       | 3 700               | États-Unis       |  |
| 1970    | DF-3A                  | 3 300       | 4 000               | Chine            |  |
| 1970    | Alfa                   | 1 600       | 4 000               | Italie           |  |
| 1976    | RSD-10 Pioneer (SS-20) | 5 500       |                     | Union soviétique |  |
| 1980    | Missile S3             | 3 500       |                     | France           |  |
| 2004    | DF-25                  | 3 200       | 4 000               | Chine            |  |
| 2006    | Agni-III               | 3 500       | 5 000               | Inde             |  |
| 2007    | DF-26                  | 3 500       | 5 000               | Chine            |  |
| 2010    | RD-B Musudan           | 2 500       | 4 000 (non prouvé)  | Corée du Nord    |  |
| 2011    | Agni-IV                | 3 000       | 4 000               | Inde             |  |
| 2011    | Jericho III            | 4 800       | 6 500               | Israël,          |  |
| 2012    | KN-08                  |             |                     | Corée du Nord    |  |
| 2014    | KN-11                  |             |                     | Corée du Nord    |  |

- *D Toutes les dates sont des approximations

## Histoire
L'ancêtre de l'IRBM était la fusée A4b qui possédait des ailes pour augmenter la portée. Elle  était basée sur le célèbre fusée V-2 (Vergeltung, ou « Représailles », officiellement appelé A4) conçue par Wernher von Braun et largement utilisé par l'Allemagne nazie à la fin de la Seconde Guerre mondiale pour bombarder les villes anglaises et belges. La A4b était le prototype de l'étage supérieur de la fusée A9/A10. L'objectif du programme était de construire un missile capable de bombarder New York, à partir de la France ou de l’Espagne (voir Amerika Bomber). Les fusées A4b furent testées plusieurs fois de décembre 1944 à février 1945. Toutes ces fusées utilisaient des propergols liquides. L’A4b utilisait un système de guidage inertiel, tandis que l'A9 aurait été contrôlée par un pilote. Elles étaient lancées à partir d'une rampe de lancement fixe.
Après la Seconde Guerre mondiale, von Braun et d'autres scientifiques de premier plan furent secrètement transférés aux États-Unis pour développer le V-2 au profit de l'armée de terre des États-Unis via l'opération Paperclip.